# John Loaring
John Loaring (Canadá, 3 de agosto de 1915-21 de noviembre de 1969) fue un atleta canadiense, especialista en la prueba de 400 m vallas en la que llegó a ser subcampeón olímpico en 1936.

## Carrera deportiva
En los JJ. OO. de Berlín 1936 ganó la medalla de plata en los 400 m vallas, corriéndolos en un tiempo de 52.7 segundos, llegando a meta tras el estadounidense Glenn Hardin (oro con 52.4 s) y por delante del filipino Miguel White (bronce).